# Клингенберг, Иоганнес
Иоганнес Клингенберг (нем. Johannes Klingenberg; 28 августа 1852, Гёрлиц — 26 июля 1905?, Санта-Кристина-Вальгардена) — немецкий виолончелист и гамбист.

## Биография
В 1871—1873 годах учился в Дрездене у Фридриха Грюцмахера, изучал также теорию и композицию у Густава Меркеля. Играл в оркестрах в Гомбурге, Гамбурге и Висбадене, с 1877 г. солист придворной капеллы в Брауншвейге.
Клингенберг преимущественно известен своими разысканиями в области старинной музыки для виолы да гамба. Он обнаружил в архивах ряд забытых сочинений К. Ф. Абеля, К. Ф. Э. Баха, И. Г. Грауна, снял с них копии и тем самым вернул в репертуар, став одним из главных инициаторов возрождения гамбы как концертного инструмента в начале XX века. Под редакцией Клингенберга вышло переиздание «Школы игры на виолончели» Фридриха Доцауэра и его же сборника упражнений.
Альпинист-любитель, Клингенберг пропал без вести в Доломитовых Альпах.